# Xã Osceola, Quận Brown, South Dakota
Xã Osceola (tiếng Anh: Osceola Township) là một xã thuộc quận Brown, tiểu bang Nam Dakota, Hoa Kỳ. Năm 2010, dân số của xã này là 47 người.